# Follmann-Gruppe

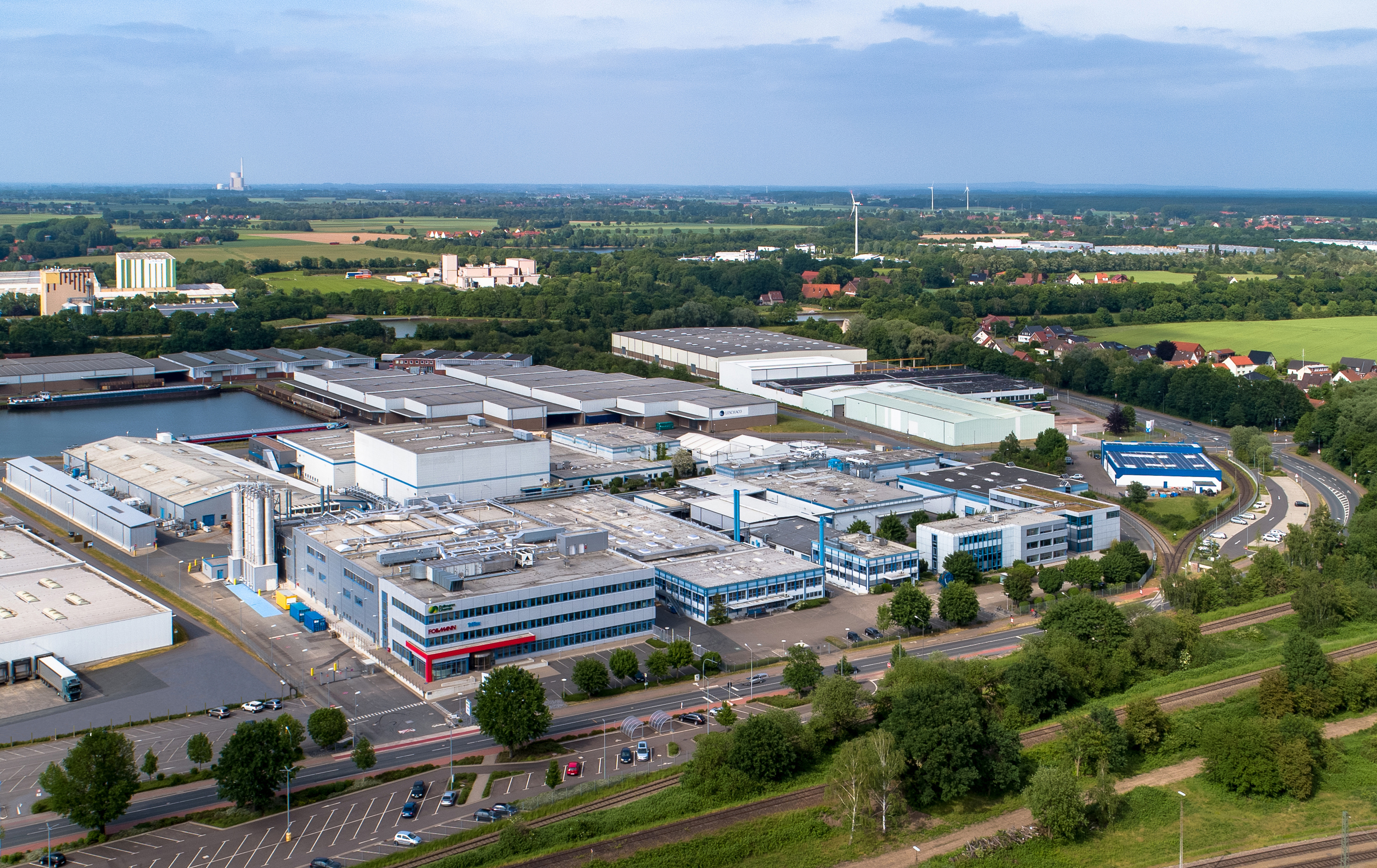
Firmengelände der Follmann-Gruppe, Standort Minden

Die Follmann Unternehmensgruppe ist ein mittelständisches Familienunternehmen mit dem Stammsitz in der ostwestfälischen Stadt Minden in Nordrhein-Westfalen. Sie besteht aus der Muttergesellschaft Follmann Chemie und den Tochtergesellschaften Follmann und Triflex. Das international tätige Familienunternehmen der chemischen Industrie erzielte 2023 einen Umsatz von mehr als 250 Mio. Euro und beschäftigt über 900 Mitarbeiter.
Der Gesellschafter ist Henrik Follmann.

## Geschichte
1977 von Heinrich und Rainer Follmann gegründet, spezialisierte sich Follmann zunächst auf bauchemische Produkte und erweiterte seine Aktivitäten 1980 um Druck- und Beschichtungsmaterialien für dekorative und industrielle Endprodukte.
1984 wurde Triflex zur Verlagerung bauchemischer Aktivitäten und der weiteren Spezialisierung auf Druck- und Beschichtungsprodukte gegründet.
1998 wurde die Follmann Management Holding (FMH) gegründet, die als Muttergesellschaft zentrale Aufgaben übernahm. Die Muttergesellschaft wurde dann durch die Follmann Chemie abgelöst.
Follmann hat sich auf Chemikalien für die dekorative und funktionale Gestaltung von Oberflächen und Verbindungen spezialisiert. Zum Angebot gehören Druckfarben für Verpackungen und Tischdekorationsprodukte, Druckfarben und Beschichtungen für Tapeten und die holzverarbeitende Industrie, Beschichtungen für Technische Textilien und den Digitaldruck, Holzklebstoffe und Klebstoffe für den industriellen Einsatz sowie die Mikroverkapselung. Triflex ist Anbieter von Abdichtungs- und Markierungssystemen auf Basis von Flüssigkunststoffen.

## Follmann
Die Follmann GmbH & Co. KG ist ein international tätiges Familienunternehmen der chemischen Industrie. Der Stammsitz des Unternehmens befindet sich im ostwestfälischen Minden, Deutschland.
Hergestellt werden  Spezialchemikalien für die dekorative und funktionale Gestaltung von Oberflächen und Verbindungen. Dazu gehören Druckfarben für Verpackungen und Tischdekorationsprodukte, Druckfarben und Beschichtungen für Tapeten und die holzverarbeitende Industrie, Beschichtungen für technische Textilien und den Digitaldruck, Holzklebstoffe und Klebstoffe für den industriellen Einsatz sowie die Mikroverkapselung. 
Das Unternehmen vertreibt seine Produkte weltweit mit dem Schwerpunkt auf West- und Osteuropa über eigene Mitarbeiter und Handelspartner sowie der Tochtergesellschaften in China, England, Polen und Russland.

## Triflex
Die Tochtergesellschaft Triflex GmbH & Co. KG wurde 1984 gegründet und produziert Flüssigkunststoff-Lösungen im Baubereich. Mit den Systemen werden Dächer, Balkone und Parkdecks abgedichtet.
Der Vertrieb erfolgt im In- und Ausland über eigene Mitarbeiter sowie Schwestergesellschaften in Großbritannien, den Niederlanden, der Schweiz, in Österreich und Belgien.

## Umweltmanagement
In den 1980er Jahren führte Rainer Follmann ein integriertes Umweltmanagement ein. Er war 1986 Gründungsmitglied des Förderkreis Umwelt future e. V., fünf Jahre später initiierte er die Umweltinitiative der Wirtschaft im Kreis Minden-Lübbecke. Beide Aktivitäten wurden mit dem Bundesumweltpreis ausgezeichnet. Die Follmann-Gruppe ist Gründungsmitglied der Initiative „Wissensfabrik – Unternehmen für Deutschland e. V.“.
Des Weiteren arbeitet das Unternehmen nach zertifizierten Qualitäts-, Umwelt- und Energienormen (DIN EN ISO 9001, DIN EN ISO 14001, DIN EN ISO 50001).